# Trading Places (Padre de familia)
Trading Places (titulado Cambio de papeles en Hispanoamérica y Cambio de sitio en España) es el decimotercer episodio de la serie Padre de familia emitido el 20 de marzo de 2011 a través de FOX en Estados Unidos. El episodio se centra en la familia Griffin, Peter y Lois deciden enseñar a sus hijos a ser responsables, para ello proponen un cambio de papeles en los que ellos ocuparán el lugar de Chris y Meg como estudiantes del instituto y a su vez, Meg se hará cargo de la casa al igual que Chris se encargará de traer el pan a casa. Pronto los cuatro descubren lo duro que es estar en la piel del otro de igual modo que la relación familiar empieza a resentirse.
El episodio está escrito por Steve Callaghan y dirigido por Joseph Lee. Las críticas por parte de la crítica fueron generalmente positivas por su trama y uso de las referencias culturales. Según la cuota de pantalla Nielsen, fue visto por 6,55 millones de televidentes en su primera emisión. El episodio contó con la colaboración de Gary Cole, Nina Dobrev, Carrie Fisher, Rachael MacFarlane, Laura Vandervoort y Lisa Wilhoit entre otros actores habituales.

## Argumento
En las noticias, Tom Tucker anuncia en la televisión la celebración de un concurso en el que el ganador se puede llevar una moto de enduro. Peter decide presentarse y gana tras aguantar la prueba, la cual consiste en apoyar la mano en el vehículo sin retirarla. Peter no tarda en disfrutar de la moto hasta que un día, Meg y Chris deciden dar una vuelta, de pronto, a este último que conduce, se le ocurre intentar saltar sobre una boca de incendios destrozando la moto a continuación.
Ante el riesgo que han corrido, Peter y Lois abroncan a sus hijos por su temeridad, después de que Chris cuestione las palabras de su madre, esta les propone hacer un intercambio de papeles para demostrarles lo difícil que es ser padre, por lo que Meg hará las labores del hogar y Chris traerá el sustento a casa mientras, Peter y Lois asistirán al instituto.
Una vez Chris empieza su primer día laboral, su jefa se sorprende al verle trabajar más que su padre y le asciende para sorpresa de sus padres, por otro lado, Meg consigue tiempo para preparar un festín después de limpiar la casa en solo una hora sin entender las quejas de su madre por pasarse todo el día para limpiar un área limitada, en cambio, Peter y Lois, aunque su primer día en el instituto resulta fructífero, no tardan en sufrir el acoso de sus compañeros. Al percatarse de que Chris y Meg tenían razón deciden volver a la vida de antes y tratan de convencer a sus hijos de que vuelvan al instituto, sin embargo solo Meg acepta, ya que Chris se niega a renunciar después de conseguir que lo contrataran en detrimento de su padre, al cual su jefa le ha despedido. Chris entonces informa a sus parientes que de ahora en adelante, él será el que mantenga a la familia, aunque Lois está en contra de tal decisión, Brian le hace entrar en razón al ver que no tiene alternativa por lo que la mujer opta porque Chris siga trabajando hasta que Peter encuentre trabajo. Al mismo tiempo que Peter busca trabajo, Chris empieza a hacer horas extras en la cervecería hasta tal punto de sufrir de estrés. Ante tal situación, Peter y Lois empiezan a preocuparse por la salud de su hijo, el cual una noche irrumpe en la habitación de ambos en estado de ebriedad y cargando contra sus padres. No será hasta el cabo de unos días cuando todos empiezan a pedirle dineros por diferentes motivos, empieza una acalorada discusión en el que Chris arremete contra su familia hasta que termina sufriendo un infarto. Tras recuperarse en el hospital, Chris reconoce que ser adulto es igual de duro que ser adolescente y acepta volver a su vida de antes por lo que la familia vuelve a la normalidad.

## Producción y desarrollo

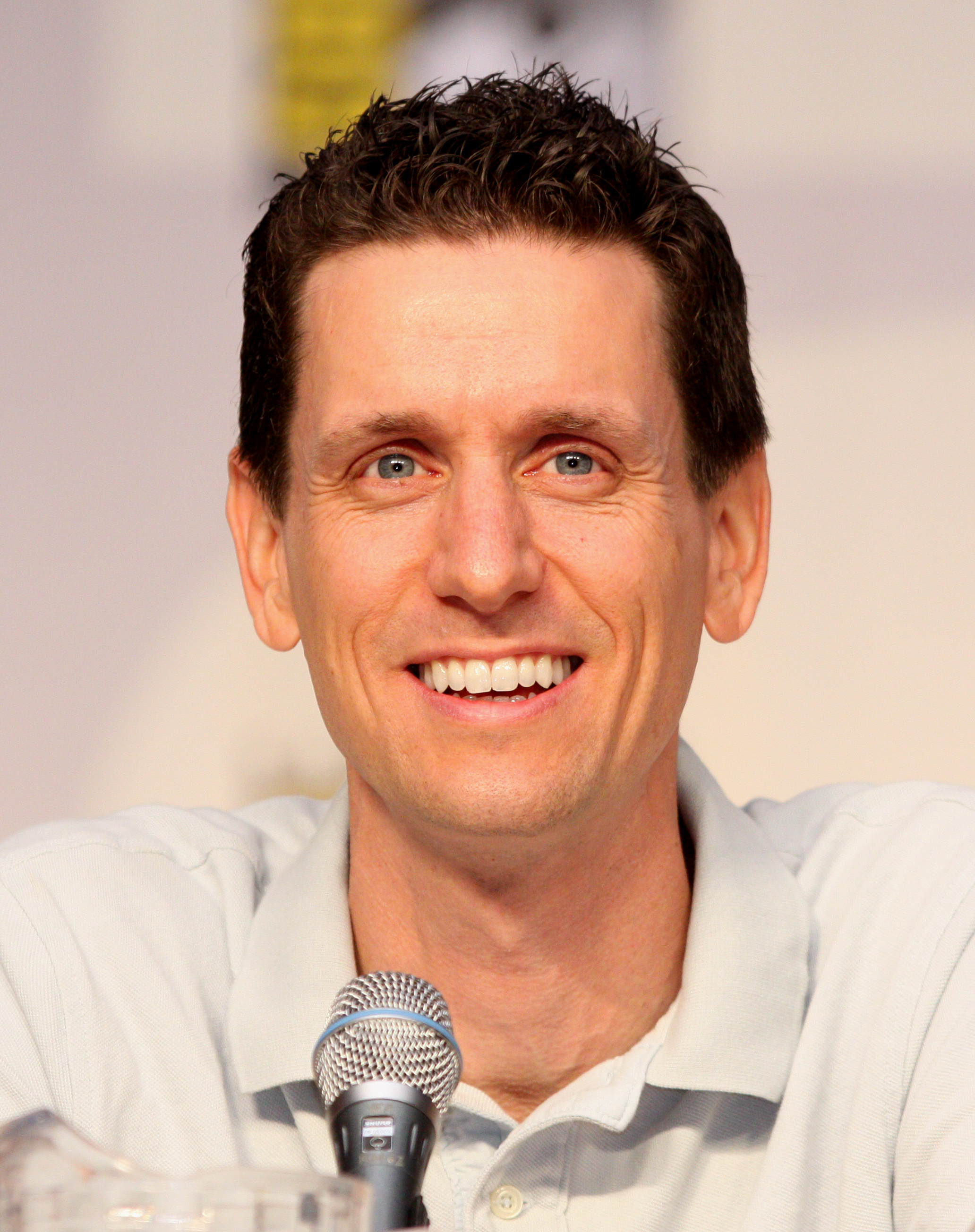
Steve Callaghan, productor ejecutivo y showrunner de Family Fuy.

El episodio está escrito por el productor ejecutivo y showrunner Steve Callaghan y dirigido por Joseph Lee durante la producción de la novena temporada. Los miembros veteranos de la serie, James Purdum y Peter Shin, quienes ya ejercieran anteriormente como directores de animación, trabajaron como supervisores de dirección, junto con Andrew Goldberg, Alex Carter, Elaine Ko, Spencer Porter y Aaron Blitzstein como equipo de guionistas. El compositor Ron Jones, compuso la música para el episodio.
Aparte del reparto habitual, el episodio contó con las participaciones de los actores: Gary Cole, Nina Dobrev, Carrie Fisher, Rachael MacFarlane, Laura Vandervoort y Lisa Wilhoit entre otros.

## Recepción
Según la cuota de pantalla Nielsen, el episodio fue visto por 6,55 millones de televidentes.
Rowan Kaiser de A.V. Club hizo una crítica positiva de Trading Places y la definió como: "relativamente entretenida" y declaró que la moraleja del episodio "fue un sorprendente cliché". También hubo alabanzas al episodio por darles a Chris y a Meg la oportunidad de ser "algo más que sacos de boxeo para chistes y bromas de mal gusto", finalmente le puso un B de nota. Por el contrario, Jason Hughes de TV Squad fue más crítico y se quejó de la carencia de originalidad. Sin embargo alabó la caracterización de Chris y Meg alegando que disfrutó "viendo a Meg evolucionar como personaje en vez de ser el blanco de su familia" y "Seth Green estuvo hilarante durante la crisis nerviosa de Chris que le llevó a sufrir un infarto".